# Александрија Кшивоволска
Александрија Кшивоволска (пољ. Aleksandria Krzywowolska) је село у Пољској које се налази у војводству Лублинском у повјату Красноставском у општини Рејовјец.
Од 1975. до 1998. године ово насеље је припадало Хмелском војводству.